# 세르게이 소뱌닌
세르게이 세묘노비치 소뱌닌(러시아어: Серге́й Семёнович Собя́нин, 1958년 6월 21일~)은 러시아의 정치인이다. 1958년 소비에트 사회주의 공화국 연방 러시아 소비에트 연방 사회주의 공화국 한티만시 자치구 냐크심볼(Няксимволь)에서 태어났으며, 만시인 혈통이다.
장기간 모스크바 시장으로 재직해온 유리 루시코프를 밀어내고, 2010년 10월, 모스크바 연방특별시 시장으로 임명되었으며, 모스크바 시장 전에 튜멘주 주지사, 러시아 연방 대통령 행정실장, 러시아 연방 정부사무처 사무총장, 러시아 연방 정부부주석을 역임했다. 통합 러시아당의 주요 인사로 손 꼽히며 푸틴 대통령의 측근으로 분류되는 변호사 출신 정치인이다.

## 역대 선거 결과
| 선거명      | 직책명        | 대수 | 정당        | 득표율 | 득표수      | 결과 | 당락               |
| ----------- | ------------- | ---- | ----------- | ------ | ----------- | ---- | ------------------ |
| 2013년 선거 | 모스크바 시장 | 3대  | 통합 러시아 | 51.37% | 1,193,178표 | 1위  | 모스크바 시장 당선 |
| 2018년 선거 | 모스크바 시장 | 3대  | 통합 러시아 | 70.17% | 1,582,762표 | 1위  | 모스크바 시장 당선 |